# Bakkerstraat (Arnhem)
De Bakkerstraat is een winkelstraat in het centrum van Arnhem en tevens een van de oudste straten in het centrum. De Bakkerstraat staat vooral bekend om zijn vele kledingwinkels. De straat loopt van de Vijzelstraat tot de Broerenstraat en het Kerkplein. Tot 1944 was de straat een stuk langer, en liep het bijna door tot aan de Rijn. Echter is in de oorlog het gehele zuidelijke deel gebombardeerd en is besloten het gedeelte tussen de Turfstraat en de Broerenstraat niet opnieuw te bebouwen.
De Bakkerstraat bevat nog een aantal middeleeuwse elementen, zoals stadstuinen en achterhuizen. Tevens is een bronzen plaquette aan de gevel van Bakkerstraat 63 geplaatst, ter hoogte van waar voor de oorlog het pand van Van Gend & Loos was gevestigd. Deze plaquette is ter nagedachtenis aan 5 verzetsstrijders die aldaar op 19 september 1944 zijn gefusilleerd.